# Kisdenk
Kisdenk (románul: Dânu Mic) település Romániában, Erdélyben, Hunyad megyében.

## Fekvése
Szászvárostól nyugatra fekvő település.

## Története
Kisdenk, Denk nevét 1458-ban említette először oklevél mai nevén Kysdeng formában. 1475-ben Kysdenk, 1508-ban Kysdengh, 1750-ben Dink, 1760–1762 között Kis Denk, 1808-ban Denk (Kis-), 1913-ban Kisdenk alakban írták.
1460-ban Nagdenk, Kysdenk, Marthondenk és Bencenc birtokbeli részét Barcsai János és testvére, Tamás 100 arany forintban zálogba vette.
A trianoni békeszerződés előtt Hunyad vármegye Szászvárosi járásához tartozott.
1910-ben 472 lakosából 471 román volt, akik mindannyian görögkeleti ortodoxok.

## Források

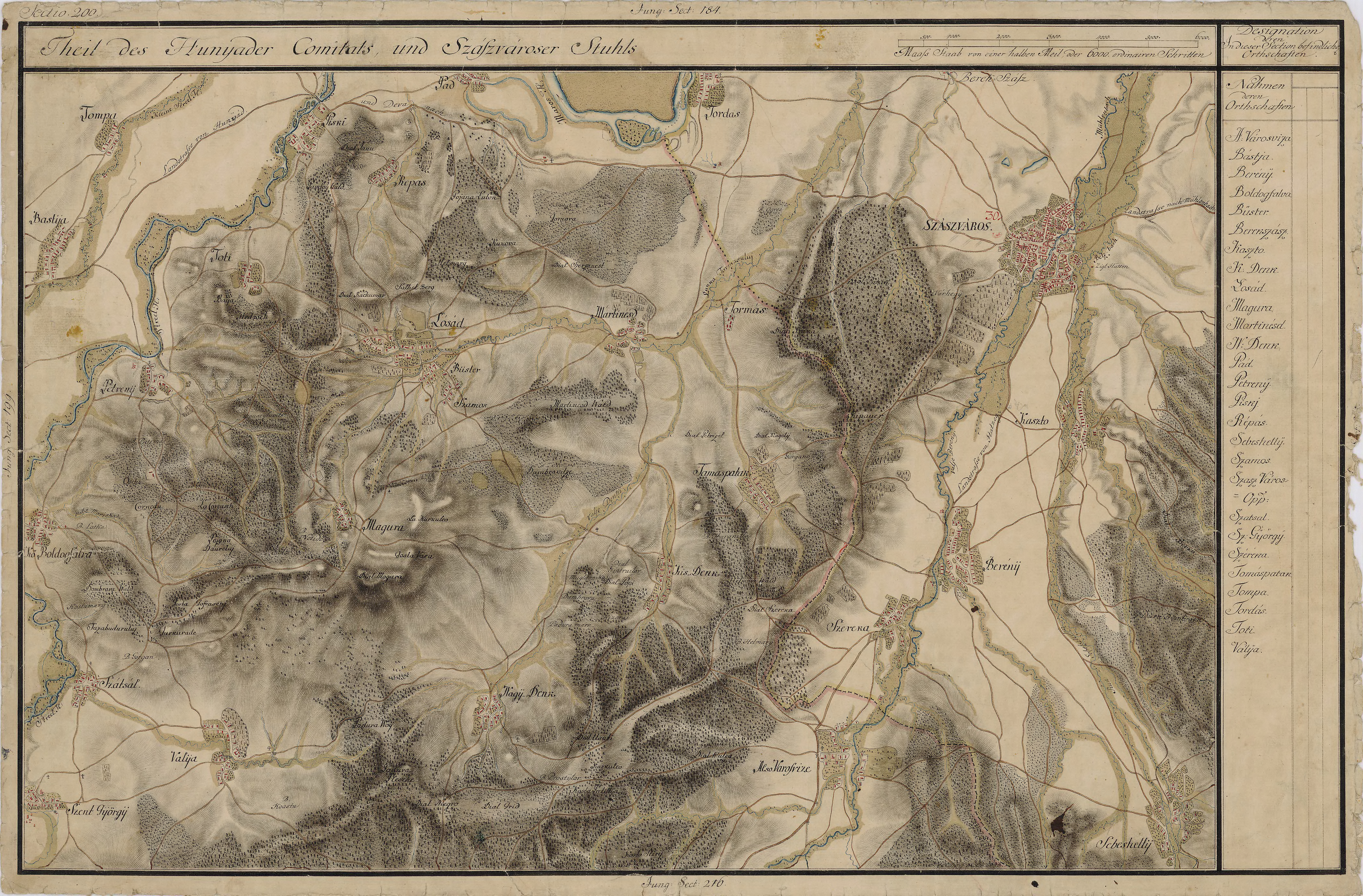
Kisdenk egy régi térképen